# GIVEN 被贈與的未來
《GIVEN 被贈與的未來》（日語：ギヴン）是日本漫畫家キヅナツキ創作的日本漫畫，故事係以搖滾樂團為主軸的青春群像劇。於2016年發售廣播劇CD，2019年電視動畫化，2021年真人化。2023年9月1日發行漫畫最終集，同時宣布製作第二部動畫電影。兩部作中的前作於2024年1月27日上映，後作於2024年9月20日上映 。

## 故事簡介
善於演奏吉他的高中生上山立夏逐漸對生活失去熱情，在一次偶然替佐藤真冬修好吉他弦後，被真冬拜託要他教導怎麼演奏吉他，起初不願與真冬有瓜葛的立夏，在聽到真冬的歌聲後改變了想法，邀請真冬加入樂團。

## 登場角色
列出之聲優分別為：廣播劇／動畫版。
佐藤真冬（聲：齊藤壯馬、本多真梨子（幼少期）／矢野獎吾、庄司宇芽香（幼少期））
生日2月28日。雙魚座，AB型。替身形象是博美犬。是16歲目前就讀高二。主唱，樂器是Gibson ES-330的半空心吉他。陰柔寡言，因童年是受虐兒，出聲就會被父親處罰導致不善表達情感。但常常露出小狗般的眼神和星星眼。和吉田由紀、鹿島柊、八木玄純為從小的青梅竹馬，其中更在國中時期就開始與由紀交往，在由紀離開後，對音樂一竅不通卻常常背著由紀的吉他作為陪伴。和立夏相遇後開始學習吉他，也因歌聲打動了對方而被邀請進入樂團。第一次live演出將心中的情感化為歌詞，也對吉田由紀的事和自己釋懷。之後主動向立夏告白。具立夏透露真冬擁有自己的思考模式、難以捉摸。除了立夏之外對同為天才的雨月較能展現真心，漫畫中透漏真冬一直將青梅竹馬的柊視為自己的小弟。家裡養了一隻可愛的博美犬，名叫毛球，是媽媽為了無精打采的真冬，輕率地買回來當生日禮物的小狗。
上山立夏（聲：古川慎／內田雄馬、陶山惠實里（小學生））
生日8月1日。獅子座，B型。替身形象是短腿貓。16歲目前就讀高二。吉他手，樂器是Telecaster Custom的吉他。有一個姊姊。個性火爆，但實際上非常溫柔、心很軟又愛照顧人，對於感情之事很害臊，且內心小劇場頗多。第一次在樓梯間與真冬相遇，並幫對方的吉他換弦，後被真冬請求教導吉他，雖然剛開始表現不太願意的態度，但在真冬的懇求下將真冬介紹給同一樂團的春樹以及秋彥。起初覺得真冬麻煩，但之後被真冬的歌聲打動並主動邀請其加入樂團，與真冬多次相處後也漸漸喜歡上對方。吉他技巧精湛，會編曲寫歌還自製CD，從國中時期就已經彈得一手精湛的吉他。與真冬的青梅竹馬鹿島柊磁場不合、時常吵架，兩人也被真冬和玄純比喻為「同性相斥」。
中山春樹（聲：內匠靖明／中澤匡智）
生日7月13日。巨蟹座，O型。替身形象是大叔。22歲的電影系研究生。貝斯手。出生中產家庭，有兩個姊姊，家庭關係和睦，老家在宮城縣。個性和善圓滑，作為樂團的團長將一切行政業務打理得僅條有序。前樂團因主唱落跑解散後，相中了才華洋溢的立夏和秋彥，力邀兩人組成「given」的前身「season」。作為劇中唯一一個樂團內的普通人，曾因其他團員的才能感到自卑。雙性戀，交往過的對象男女性都有，曾有過一位男友、一位女友。在時髦的咖啡廳打工，偶爾會客串好友花岡的編髮教學影片。對同校的學弟秋彥一見鐘情，並以此為契機留起長髮，之後遭秋彥強行揭露心情並拒絕後將其剪短。在心死的狀態下收留了無家可歸的秋彥，卻意外讓秋彥發現了自己對春樹的心意。
梶秋彥（聲：日野聰／江口拓也）
生日10月21日。天秤座，A型。替身形象是松鼠。20歲的音樂系大學生。鼓手。父親為小提琴家，但雙親的子女教養意識薄弱。極受女性歡迎，一度為了生活而發展出複雜的人際關係。打工經驗十分豐富，也因此鍛鍊出壯碩的體格，令立夏十分欽羨。慣用手是兩手，長相凶神惡煞卻很關心周遭的人；心思細膩，尤其對感情之事觀察力極佳，從一開始就知曉立夏和真冬的戀情。從小學習小提琴，和村田雨月曾經是戀人關係，在高三時父母分居後和開始和雨月同居，在高中畢業之際雨月主動提出分手，但兩人依然持續了兩年以上的室友兼炮友關係。因長期寄人籬下而略有廚藝，拿手料理是炒飯。為了省錢可以吃在便利商店打工拿的剩食和沒有醬料的沙拉。在一次和雨月的衝突中被趕出家門，窮途末路下借宿春樹家，卻因遷怒而差點侵犯春樹，接著意外與春樹展開了同居生活。於CAC選拔演出後意識到自己仍是愛著音樂，和雨月為過去傷害他的事道歉後正式分手。改過自新獨立租屋、清理人際關係，並重新認真練習小提琴。
村田雨月（聲：田丸篤志 / 淺沼晉太郎）
生日6月6日。雙子座，O型。替身形象八咫鳥。才華洋溢的天才小提琴家，表演跟個人的感情都豐富且細膩，常在國內外小提琴比賽中獲得獎項。父親是外交官，祖父是政治家；小時候聽到保羅·賽門唱的《依舊狂熱》，覺得好聽得不枉此生，產生了死意，追求當時那股的死意就踏上了玩音樂的這條路。學生時期起便是獨自住在隔音極佳但採光極差的獨棟豪宅裡。在高中時期和秋彥相遇之後並成為戀人，高三時兩人開始同居。雨月在與秋彥的相處中逐漸發現兩人的戀情阻礙了彼此的音樂生涯。在高中畢業後，以演奏家的身分開始活動，因此主動與秋彥提出分手。陸續有新交往的男友，但出於不捨，依然讓秋彥住在家裡長達兩年。後在真冬演唱歌曲的鼓勵下才真正放下秋彥，專心於小提琴演出並獲得柴可夫斯基大賽小提琴組冠軍優勝。
故事最後決定離開日本以紐約為據點活動，但與真冬保持著一定程度的連絡，是真冬蛻變成長過程中的關鍵推手。據秋彥說非常討厭使用手機，但是當雨月收到真冬傳送的祝賀訊息後，當下便回覆了感謝貼圖。
吉田由紀（聲： 中島良樹、矢作紗友里（幼少期） / 新祐樹）
真冬的兒時玩伴之一。和真冬一樣是單親家庭，兩人是彼此生命中不可或缺的存在，從小開始就確立的戀人關係，上高中後與柊、玄純一起玩音樂，三人成立樂團且團名為syh（三人姓名的第一個字母拼湊而來）。大部分的時間在練團室及打工，和真冬開始為了彼此的疏於陪伴起爭執，酒後因真冬關係衝動自殺。總是凝視著真冬，在國中時就發現真冬喜歡音樂。開始玩樂團後就決定默默寫了一首給真冬的歌，卻沒有機會完成，更沒有機會邀請真冬加入樂團。
鹿島柊（聲：增田俊樹、大井麻利衣（幼少期） / 今井文也）
生日5月8日。金牛座，A型。真冬的兒時玩伴之一，有染髮，上高中後跟由紀、玄純一起玩音樂，三人成立樂團且團名為syh（三人姓名的第一個字母拼湊而來）。對於真冬與由紀的發展總是默默地當個旁觀者。那件事情發生過後的一段時間才又跟真冬遇上，幾次交談後獲得真冬的原諒，並恢復以往的友情，也能像一般朋友般交談和吐槽。在CAC選拔中獲得優勝，樂團正式出道。出道後下定決心要完成由紀未完成的歌曲，邀請立夏擔當支援吉他手，並希望他能夠一起完成由紀的遺願。暗戀好友玄純並曾向對方告白，但被玄純誤認為喜歡由紀而煩惱，後在解開誤會後於玄純家發生兩人的第一次，並正式成為戀人關係。與玄純正式交往後兩人的音樂更加契合。擁有能夠掌握聽眾喜好並反映在音樂上的能力，實力型天才。
八木玄純（聲：濱野大輝、大地葉（幼少期） / 坂泰斗）
生日11月22日。天蠍座，B型。真冬的兒時玩伴之一，上高中後跟由紀、柊一起玩音樂，三人成立樂團且團名為syh（三人姓名的第一個字母拼湊而來）。非常了解柊，常常摸柊的頭給予安慰。暗中喜歡著柊，不想破壞兩人的關係而矜持著。認為柊喜歡的其實是由紀，在被告白後表明自己的想法並透露出想侵犯對方的態度，在被柊接受並且同意告白後在自家中奪走了柊的第一次。喜歡聽沒有人聲的純音樂，同鹿島柊一樣為實力型天才。
上山彌生（聲：矢作紗友里 / 嶋村侑）
立夏的姐姐。讀者模特兒兼校花。喜歡過秋彥。美術系學生，具有非常強的觀察力，曾透露一眼就看得出秋彥的眼神表態深愛著雨月，並在given的第一次演出時就察覺秋彥對春樹的心意，發現秋彥一直希望被春樹拯救。隨後以剪短髮象徵放棄對秋彥的單戀。在家對立夏兇巴巴但其實很關心立夏。後與矢岳光司成為戀人關係。
板谷翔吾（聲：榎木淳彌 / 高梨謙吾）
生日5月31日。雙子座，A型。立夏的同班同學，足球社社員但也喜愛籃球，也常邀請立夏或真冬一起打籃球。個性樂天開朗，看似吊兒郎當，但實際上是國家隊級別的運動選手。
植木涼（聲：八代拓 / 天野宏鄉）
生日5月20日。金牛座，O型。立夏的同班同學，喜愛籃球，也常邀請立夏或真冬一起打籃球。個性冷淡，吐槽役擔當，與板谷翔吾、上山立夏為班上的男子三人組，時常玩在一起。
笠井朱乃（聲：本多真梨子 / 朝井彩加）
生日10月9日。天秤座，A型。立夏的同班同學，喜歡立夏。曾經告訴立夏有關真冬的傳聞。後再聽過GIVEN的LIVE後對真冬改觀，並且暗自支持立夏與真冬的感情。
矢岳光司（聲：濱野大輝 / 竹內良太）
生日5月10日。金牛座，A型。23歲，春樹的同學。是樂手也是live表演主辦人，曾邀請春樹的樂團參加，成為given首次live演出的契機。會幫忙熟識的樂團剪輯表演的影片和樂團棚拍賺外快。非常關心身為友人的春樹，在春樹與秋彥發生衝突後，親手幫春樹剪去留長多年的長髮。對秋彥相當嚴厲，稱他為「軟飯男」。後與上山彌生成為戀人關係。

## 出版書籍
| 卷數 | 新書館         | 新書館                                                           | 尖端出版       | 尖端出版               |
| 卷數 | 發售日期       | ISBN                                                             | 發售日期       | ISBN                   |
| ---- | -------------- | ---------------------------------------------------------------- | -------------- | ---------------------- |
| 1    | 2014年11月29日 | ISBN 978-4-403-66449-6                                           | 2016年11月23日 | ISBN 978-957-10-7114-5 |
| 2    | 2016年1月30日  | ISBN 978-4-403-66503-5                                           | 2016年11月23日 | ISBN 978-957-10-7115-2 |
| 3    | 2017年3月1日   | ISBN 978-4-403-66561-5                                           | 2018年5月11日  | ISBN 978-957-10-8154-0 |
| 4    | 2017年12月29日 | ISBN 978-4-403-66614-8                                           | 2018年12月5日  | ISBN 978-957-10-8428-2 |
| 5    | 2019年4月1日   | ISBN 978-4-403-66674-2                                           | 2019年11月8日  | ISBN 978-957-10-8758-0 |
| 6    | 2020年8月3日   | ISBN 978-4-403-66736-7                                           | 2021年10月29日 | ISBN 978-957-10-9392-5 |
| 7    | 2021年12月1日  | ISBN 978-4-403-66782-4、 ISBN 978-4-403-69006-8（動畫DVD限定版） | 2022年7月28日  | ISBN 978-626-33-8068-4 |
| 8    | 2022年10月3日  | ISBN 978-4-403-66834-0                                           | 2023年10月6日  | ISBN 978-626-35-6976-8 |
| 9    | 2023年9月1日   | ISBN 978-4-403-66880-1                                           | 2024年5月10日  | ISBN 978-626-37-7818-4 |

第7卷的動畫DVD收錄《GIVEN~被贈與的未來劇場版：反面的存在》，全球僅有臺灣在2021年12月10日於戲院上映。

## 電視動畫

### 製作人員
- 原作：
- 監督：山口光
- 系列構成：綾奈由仁子
- 人物設定、總作畫監督：大澤美奈
- 美術設定：綱頭瑛子
- 美術監督：本田光平
- 色彩設計：加口大朗
- 攝影監督：芹澤直樹
- CG監督：水野朋也
- 編集：伊藤利惠
- 音響監督：菊田浩巳
- 音樂：未知瑠（日语：未知瑠）
- 音樂製作：富士太平洋音樂（日语：フジパシフィックミュージック）
- 動畫製作人：比嘉勇二、秋田信人
- 動畫製作：Lerche
- 製作：GIVEN製作委員会

### 主題曲
片頭曲
作詞、作曲、編曲、主唱：センチミリメンタル（Centimillimental）
片尾曲
「 -Piano ver.-」（第1話）
作曲、編曲、演奏：センチミリメンタル（Centimillimental）
（第2－11話）
作詞、作曲、編曲：センチミリメンタル（Centimillimental）
演出：GIVEN、歌：佐藤真冬（CV：矢野獎吾）
插曲
「session」（第1、2、9話）
作曲、編曲：センチミリメンタル（Centimillimental）
演出：the seasons
（第9、10話）
作詞、作曲、編曲：センチミリメンタル（Centimillimental）
演出：GIVEN、歌：佐藤真冬（CV：矢野獎吾）

### 各話列表
| 話數 | 標題                   | 劇本       | 分鏡                     | 演出                | 作畫監督                                                                               |
| ---- | ---------------------- | ---------- | ------------------------ | ------------------- | -------------------------------------------------------------------------------------- |
| #01  | Boys in the Band       | 綾奈由仁子 | 山口光                   | 木野目優 山口光     | 永田陽菜、渡邊真由美 沼田久美子、柳瀨讓二                                              |
| #02  | Like Someone In Love   | 綾奈由仁子 | 藤田陽一 山口光          | 鎌田祐輔            | 小野木三齊、柳瀨讓二、永田陽菜 沼田久美子、渡邊真由美、大澤美奈                        |
| #03  | Somebody Else          | 綾奈由仁子 | 木村真一郎 山口光        | 木村真一郎          | 河野望、柳瀨讓二、渡邊真由美 兒玉光、服部憲知、永田陽菜 大澤美奈                       |
| #04  | Fluorescent Adolescent | 綾奈由仁子 | 木野目優                 | 木野目優            | 小野木三齊、柳瀨讓二、渡邊真由美 石田智子、永田陽菜、大澤美奈                          |
| #05  | The Reason             | 綾奈由仁子 | 金森陽子                 | 又野弘道            | 渡邊真由美、笹川彌幸、田村恭穗 吳曉偉、李慶、大澤美奈、永田陽菜                        |
| #06  | Creep                  | 綾奈由仁子 | 江副仁美                 | 鎌田祐輔            | 小野木三齊、渡邊真由美、笹川彌幸 二宮奈那子、網嵜涼子、永田陽菜 EverGreen              |
| #07  | Tumbling Dice          | 綾奈由仁子 | 鈴木行                   | 西畑佑紀            | 渡邊真由美、二宮奈那子、小野木三齊 網嵜涼子、EverGreen                                 |
| #08  | Time Is Running Out    | 綾奈由仁子 | 木村真一郎               | 木村真一郎          | 渡邊真由美、二宮奈那子 田村恭穗、EverGreen                                             |
| #09  | （冬天的故事）         | 綾奈由仁子 | 木野目優 江副仁美 山口光 | 木野目優 山口光     | 渡邊真由美、二宮奈那子、田村恭穗 小野木三齊、網嵜涼子、李慶 姚海根、大澤美奈、永田陽菜 |
| #10  | Wonderwall             | 綾奈由仁子 | 橋本能理子               | 橋本能理子 木野目優 | 渡邊真由美、二宮奈那子、田村恭穗 小野木三齊、岩井田夏帆、大澤美奈 永田陽菜、EverGreen  |
| #11  | Song2                  | 綾奈由仁子 | 平井義通 木野目優        | 鎌田祐輔            | 渡邊真由美、二宮奈那子、田村恭穗 小野木三齊、EverGreen                                 |

### 播放電視台
日本深夜動畫：下文記載的日本国内播放時間使用日本標準時間（UTC+9）表示。因為部分時間标识會採用30小时制，因此請留意这类超过24:00的时间，其實際播放時間為翌日清晨。
| 播放地區       | 播放電視台     | 播放日期               | 播放時間（UTC+9）         | 所屬聯播網 | 備註     |
| -------------- | -------------- | ---------------------- | ------------------------- | ---------- | -------- |
| 關東廣域圈     | 富士電視台     | 2019年7月11日－9月19日 | 星期四 24時55分－25時25分 | 富士電視網 | 製作参加 |
| 岩手縣         | 岩手可愛電視台 | 2019年7月11日－9月19日 | 星期四 24時55分－25時25分 | 富士電視網 |          |
| 山形縣         | 櫻桃電視台     | 2019年7月11日－9月19日 | 星期四 24時55分－25時25分 | 富士電視網 |          |
| 佐賀縣         | 佐賀電視台     | 2019年7月11日－9月19日 | 星期四 24時55分－25時25分 | 富士電視網 |          |
| 愛媛縣         | 愛媛電視台     | 2019年7月11日－9月19日 | 星期四 25時15分－25時45分 | 富士電視網 |          |
| 秋田縣         | 秋田電視台     | 2019年7月11日－9月19日 | 星期四 25時20分－25時50分 | 富士電視網 |          |
| 福島縣         | 福島電視台     | 2019年7月11日－9月19日 | 星期四 25時25分－25時55分 | 富士電視網 |          |
| 長野縣         | 長野放送       | 2019年7月11日－9月19日 | 星期四 25時30分－26時00分 | 富士電視網 |          |
| 靜岡縣         | 靜岡電視台     | 2019年7月11日－9月19日 | 星期四 25時35分－26時05分 | 富士電視網 |          |
| 新潟縣         | 新潟綜合電視台 | 2019年7月11日－9月19日 | 星期四 25時45分－26時15分 | 富士電視網 |          |
| 熊本縣         | 熊本電視台     | 2019年7月11日－9月19日 | 星期四 25時45分－26時15分 | 富士電視網 |          |
| 關西廣域圈     | 關西電視台     | 2019年7月11日－9月19日 | 星期四 25時55分－26時25分 | 富士電視網 |          |
| 廣島縣         | 新廣島電視台   | 2019年7月11日－9月19日 | 星期四 25時55分－26時25分 | 富士電視網 |          |
| 福岡縣         | 西日本電視台   | 2019年7月11日－9月19日 | 星期四 25時55分－26時25分 | 富士電視網 |          |
| 宮城縣         | 仙台放送       | 2019年7月11日－9月19日 | 星期四 26時00分－26時30分 | 富士電視網 |          |
| 鹿兒島縣       | 鹿兒島電視台   | 2019年7月11日－9月19日 | 星期四 26時00分－26時30分 | 富士電視網 |          |
| 中京廣域圈     | 東海電視台     | 2019年7月11日－9月19日 | 星期四 26時10分－26時40分 | 富士電視網 |          |
| 鳥取縣、島根縣 | 山陰中央電視台 | 2019年7月29日－        | 星期一 25時25分－25時55分 | 富士電視網 |          |
| 岡山縣、香川縣 | 岡山放送       | 2019年9月11日－        | 星期三 25時00分－25時30分 | 富士電視網 |          |
| 北海道         | 北海道文化放送 | 2020年4月1日 －        | 星期三 25時50分－25時20分 | 富士電視網 |          |
| 日本全域       | BS11           | 2020年4月2日－         | 星期四 24時00分－24時30分 |            |          |

### BD／DVD
| 卷數 | 發售日期           | 收錄話數  | 規格編號   | 規格編號   | 規格編號 |
| 卷數 | 發售日期           | 收錄話數  | BD限定版   | DVD限定版  |          |
| ---- | ------------------ | --------- | ---------- | ---------- | -------- |
| 1    | 2019年9月25日      | 第1－2話  | ANZX-13891 | ANZB-13891 |          |
| 2    | 2019年10月30日預定 | 第3－5話  | ANZX-13893 | ANZB-13893 |          |
| 3    | 2019年11月27日預定 | 第6－8話  | ANZX-13895 | ANZB-13895 |          |
| 4    | 2019年12月25日預定 | 第9－11話 | ANZX-13897 | ANZB-13897 |          |

## 劇場版動畫
『GIVEN～被贈與的未來劇場版』於 2020 年 8 月 22 日在日本公開上映，同年11月6日在臺灣公開上映。

### 製作人員（劇場版）
- 原作 - キヅナツキ
- 導演 - 山口ひかる
- 劇本 - 綾奈ゆにこ
- 角色設計 - 大沢美奈
- 動畫導演 - 永田陽菜、二宮奈那子[7]
- 美術設定 - 綱頭瑛子[7]
- 藝術總監 - 岡本綾乃、大西達朗[7]
- 色彩設計 - 加口大朗[7]
- 攝影師 - 芹澤直樹[7]
- CG導演 - 水野朋也[7]
- 編輯 - 伊藤利恵[7]
- 音響導演 - 菊田浩巳
- 音樂 - 未知瑠
- 動畫製作人 - 比嘉勇二、秋田信人[7]
- 動畫製作 - Lerche
- 發行公司 - Aniplex[7]

### 演員（劇場版）
- 村田雨月（配音音樂場景） - 渡邊達徳（日语：渡邊達徳）
- 樂隊成員 - 高橋伸也（A）、宮城一貴（日语：宮城一貴）（B）、奥村翔（C）
- 電視播音員 - 竹內惠美子
- 嘉賓 - 塙真奈美（A）、前迫有里紗（B）、谷佳耶（C）

### 主題曲（劇場版動畫）
「僕らだけの主題歌」

### 插曲（劇場版動畫）
「夜が明ける」

## 電視劇
真人版電視劇2021年7月17日起於富士電視台線上播放平台開播。台灣由KKTV、friDay影音自7月17日起每週六跟播。

### 登場人物
- 上山立夏：鈴木仁
- 佐藤真冬：sanari
- 中山春樹：柳俊太郎
- 梶秋彥：井之脇海
- 村田雨月：稻葉友
- 鹿島柊：奧野壯
- 上之山彌生：八木亞里紗
- 吉田由紀：小野寺晃良
- 笠井朱乃：永瀨莉子
- 板谷翔吾：山崎龍太郎
- 植木涼：武藤潤
- 栗原和果：中村守里
- 矢岳光司：岩井拳士朗
- Takeband：Panorama Panama Town

## 外部連結
- 「GIVEN」官方網頁（页面存档备份，存于）（日語）
- 電視動畫「GIVEN」官方網頁[]（日語）
- 劇場版動畫「GIVEN」官方網頁（页面存档备份，存于）（日語）
- 動畫「GIVEN」官方的X（前Twitter）（日語）